# Fiona O’Shaughnessy
Fiona O’Shaughnessy ist eine irische Schauspielerin. Ihre bekannteste Rolle ist die der Jessica Hyde in der britischen Fernsehserie Utopia.

## Leben
O’Shaughnessy wurde in Galway in der Grafschaft Galway in Irland geboren. Im Alter von 9 Jahren zog sie mit ihrer Familie nach Reading in England, wo ihr Vater als IT-Consultant arbeitete.
Hauptsächlich war sie bisher als Theaterschauspielerin tätig. So war sie als Salome am Gate Theatre in Dublin zu sehen, spielte ebenso in Dublin in The Shaughraun am Abbey Theatre und trat in der Premiere von Jim Nolans Blackwater Angel am Finborough Theatre in London auf. Andere Rollen am Gale Theatre hatte sie unter anderem in Arms and the Man, Oliver, The Importance of Being Earnest, Pride and Prejudice, Blythe Spirit, Present Laughter, See You Next Tuesday und Cat on a Hot Tin Roof inne. Seit Ende der 1990er Jahre tritt sie auch in Film- und Fernsehproduktionen auf.

## Filmografie
- 1999: Warlock – Das Geisterschloss (Warlock III: The End of Innocence)
- 2000: Clubbing (Kurzfilm)
- 2001: Freaky Deaky 10 to 1 (Kurzfilm)
- 2003: Goldfish Memory
- 2003: Meeting Che Guevara & the Man from Maybury Hill (Kurzfilm)
- 2004: The Halo Effect
- 2004: Familienanschluss (Belonging, Fernsehfilm)
- 2004: Alexander
- 2005: Still Life (Kurzfilm)
- 2005: The Unusual Inventions of Henry Cavendish (Kurzfilm)
- 2005: Malice Aforethought (Fernsehfilm)
- 2005: Rógairí (Kurzfilm)
- 2006: An Teanga Runda (Kurzfilm)
- 2007: Trouble in Paradise  (Fernsehserie, 2 Folgen)
- 2007: Until Death
- 2007: Family (Kurzfilm)
- 2007: Nightwatching – Das Rembrandt-Komplott (Nightwatching)
- 2007: The Stronger (Kurzfilm)
- 2008: Striapacha (Fernsehserie)
- 2008: Of Best Intentions (Kurzfilm)
- 2009: Songs for My Mother (Kurzfilm)
- 2009: Mea Culpa (Kurzfilm)
- 2009: If I Should Fall Behind (Kurzfilm)
- 2009: Malice in Wonderland
- 2010: Outcast
- 2012: Vexed (Fernsehserie, eine Folge)
- 2013: Agatha Christie’s Poirot (Fernsehserie, eine Folge)
- 2013–2014: Utopia (Fernsehserie, 12 Folgen)
- 2015: Nina Forever
- 2015: The Dovekeepers (Fernsehserie, 2 Folgen)
- 2016: Die Musketiere (Fernsehserie, 1 Folge)
- 2020: Gretel & Hänsel (Gretel & Hansel)
- 2021: Don’t Breathe 2
- 2021: Denen man vergibt
- 2022–2024: Halo (Fernsehserie, 10 Folgen)
- 2023: Foundation (Fernsehserie, 1 Folge)